# Киньонес Гонсалес, Хосе
Хосе Абелардо Киньонес Гонсалес (исп. José Abelardo Quiñones Gonzáles; 22 апреля 1914, Пуэрто-де-Пиментель — 23 июля 1941, Кебрада-Сека, Эквадор) — военный лётчик, национальный герой Перу за своё самопожертвование в битве при Сарумилье во время Перуано-эквадорской войны.

## Биография

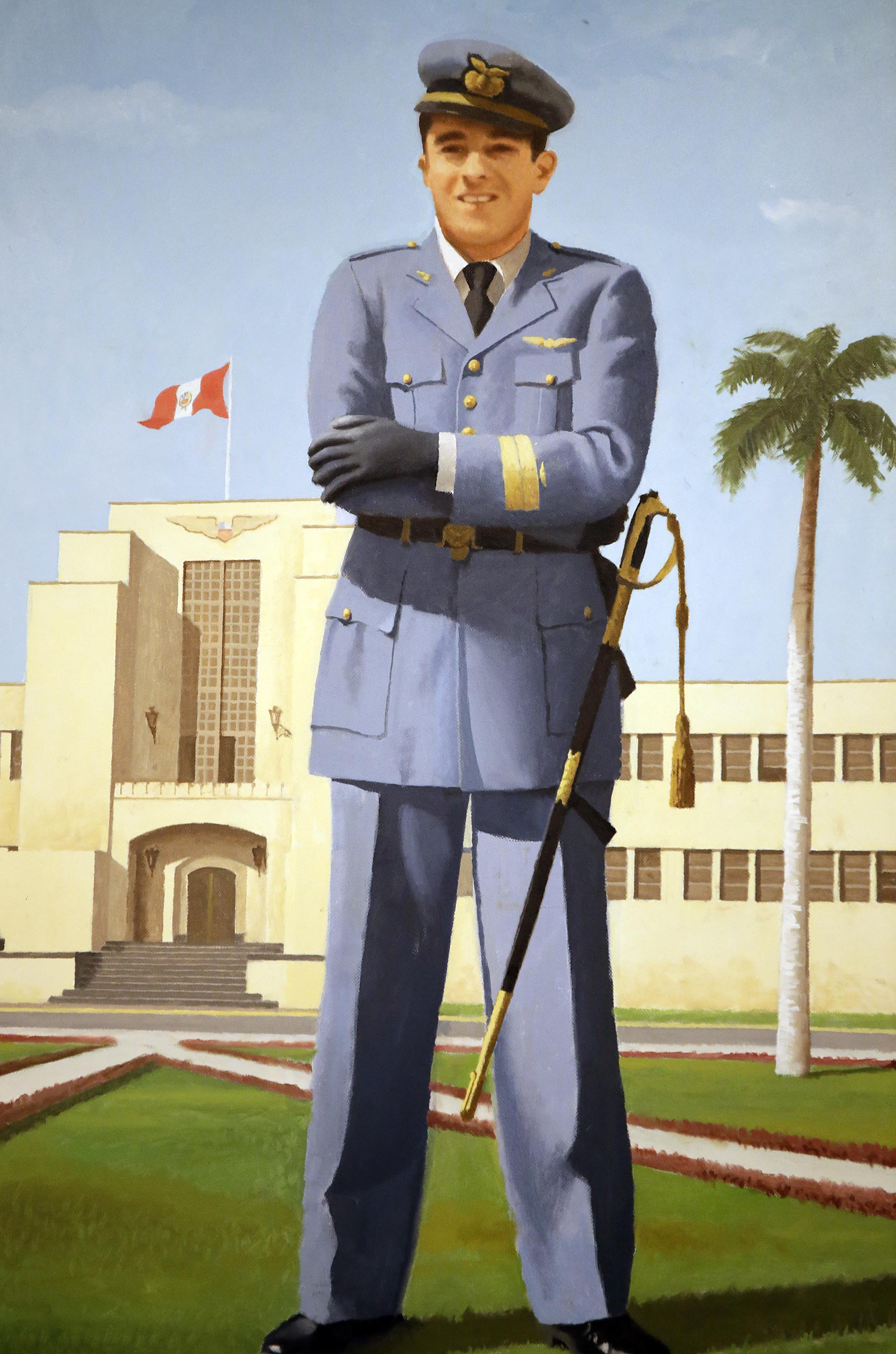
Портрет маслом работы художника Билла Каро, подаренный Институту культуры и политики

Хосе Киньонес Гонсалес родился в провинции Пуэрто-де-Пиментель, его отца звали Хосе Мария Киньонес Арисола, а мать Мария Хуана Роса Гонсалес. После окончания школы он поступил в колледж Сан-Хосе в Чиклайо, в этом колледже директор учебного заведения Карл Вейс подтолкнул его к увлечению планерами. В 1928 году он по решению родителей переехал в Лиму, образование закончил в национальном колледже Нуэстра Сеньора де Гваделупа.
В 1935 году он поступил в Центральную Школу Авиации имени Хорхе Чавеса. В школе он отличился способностью приспосабливаться к различной технике пилотажа. Спустя четыре года он получил звание младшего лейтенанта и 21 января 1939 года поступил на военную службу.
В 1941 году началась Перуано-эквадорская война.

## Подвиг
23 июля 1941 года 41-я эскадрилья вылетела из Тумбеса для выполнения своей миссии. Группой из трёх истребителей командовал капитан Антонио Альберти, кроме Киньонес Гонсалеса, в неё входили ещё самолёты Фернандо Парауда и Мануэля Риверы. Хосе Абелардо Киньонес Гонсалес, выполняя приказ, попал под мощный огонь противовоздушной обороны противника, самолёт лётчика охватило пламя. Проявив мужество и героизм, Киньонес Гонсалес не покинул самолёт с парашютом, а направил его на противовоздушную батарею эквадорцев, тем самым пожертвовав своей жизнью ради выполнения задачи.

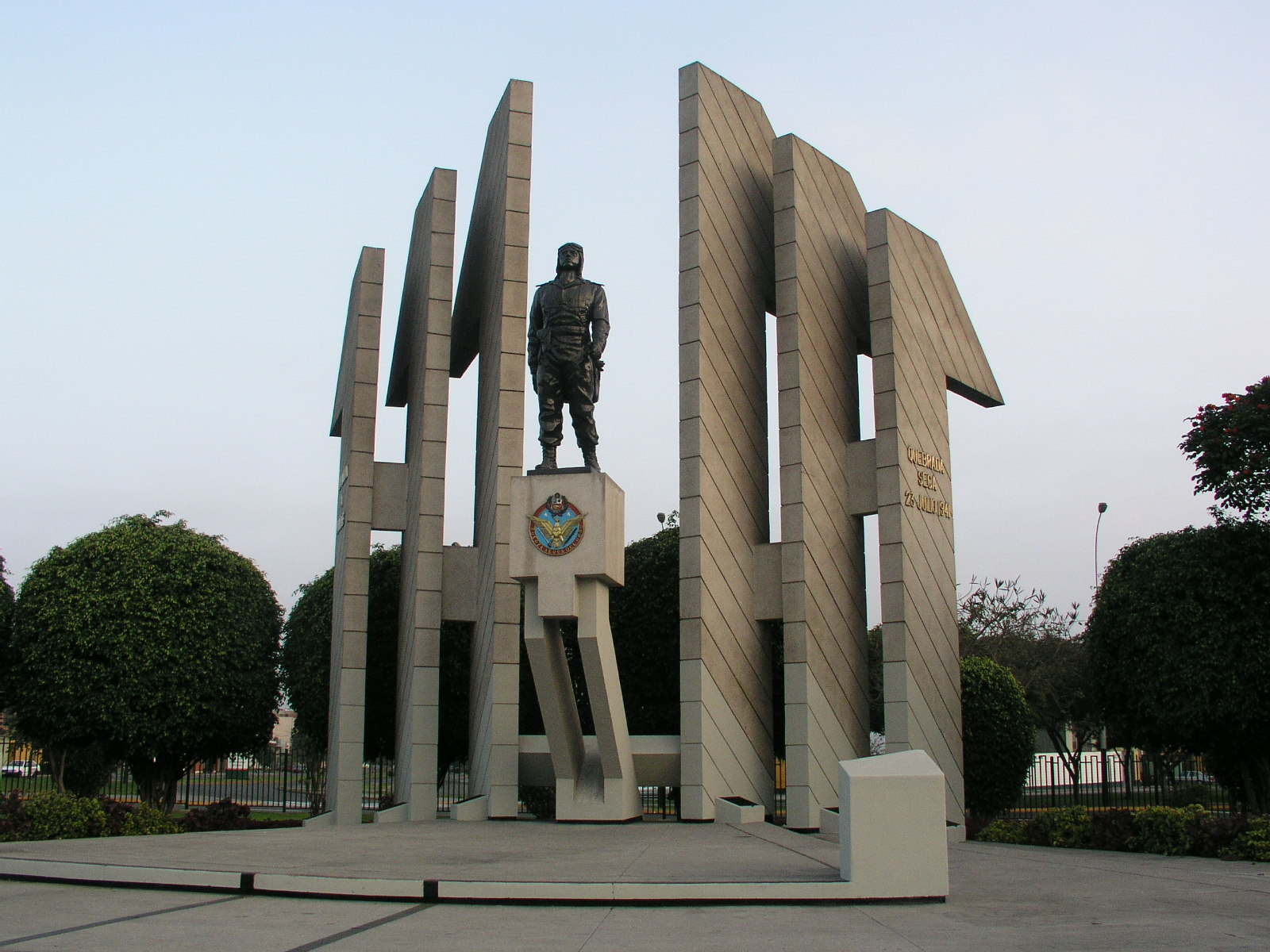
Мемориал Хосе Киньонес Гонсалеса в Лиме

Полковник эквадорской армии Октавио Очоа, передавая 19 октября 1941 года перуанским властям останки Киньонес Гонсалеса, заявил:

Я вручаю военно-воздушным силам Перу того, кто почитал свою родину, свой народ и свои вооружённые силы. Мой народ выказывает уважение перуанскому народу, достойно воплощённому в героической фигуре Хосе Абелардо Киньонес Гонсалеса.

## Память
В Перу Киньонес Гонсалес сразу же был признан национальным героем. Началось всенародное почитание героя, в честь него назывались различные объекты — так, например, международный аэропорт Чиклайо назван в честь Киньонес Гонсалеса. Также в его честь возведены несколько памятников и мемориальных комплексов. Его портрет помещён на современную банкноту в 10 новых солей.